# Bartók Tibor
Bartók Tibor (Szeged, 1960. október 12. – ) bioanalitikus, a Szegedi Tudományegyetem címzetes egyetemi tanára, a Magyar Tudományos Akadémia doktora  , Bartók Mihály fia.

## Életpályája
1980-ban kezdte meg egyetemi tanulmányait a József Attila Tudományegyetem Természettudományi Kar biológus szakán, itt szerzett 1985-ben okleveles biológus diplomát. Ennek megszerzése után a Gabonatermesztési Kutató Intézetben (GKI) kapott tudományos segédmunkatárs állást, a Búza Biotechnológiai Laboratóriumban majd később 1988-ban kinevezték a Nagyműszeres (HPLC/GC/MS) Analitikai Labor vezetőjének, itt dolgozott 2009-ig. 
2010-ben alapította meg a Fumizol kft.-t szüleivel, ahol mikotoxin kutatással és fumonizinek szilárdfázisú termeltetésével és tisztításával kezdett el foglalkozni. Később kibővítette a portfóliót a többi uniós határértékkel rendelkező mikotoxinok izolálásával.
2002-ben védte meg PhD értekezését és 2013-ban MTA doktori értekezését, amelyet követően 2014-ben kapta meg az MTA doktora tudományos fokozatot.
A Szegedi Tudományegyetem címzetes egyetemi tanári megbízását 2020-ban vette át. 

## Munkássága
Kutatási területei a növényi metabolomika valamint a mikotoxin kutatás, különös tekintettel a fumonizinekre. 226 tudományos dolgozata jelent meg, ezekre több mint 3000 hivatkozást kapott, H-indexe 31. 
Munkássága során jelentős áttörést a fumonizin mikotoxinok területén ért el, amikor 2006-ban új fumonizineket fedezett fel, majd összesen (társszerzőivel) közel 100 különböző új fumonizint és fumonizin izomert mutattak ki, HPLC-ITMS és HPLC-TOFMS eljárással, így növelve az eddig azonosított, illetve detektált fumonizinek számát, kb. 130-ra.
Kiemelkedő eredménye, hogy az általa és munkatársai által előállított kristályos mikotoxin referencia anyagok a legtisztábbak közé tartoznak a világon.
Oktatóként a Szegedi Tudományegyetem Mérnöki karán több évig oktatott az elválasztástechnika, tömegspektrometria témakörben valamint a mikotoxin termelő fonalas gombák és a mikotoxinjaik területén. Ez utóbbi témában rendszeresen tart előadásokat a Budapesti Műszaki és Gazdaságtudományi Egyetemen is.
4 PhD hallgatónak volt témavezetője, akik közül ketten már megvédték értekezésüket.
Tagja a Magyar Elválasztástudományi Társaságnak, a Szegedi Akadémiai Bizottság Biokémiai és Élelmiszerkémiai Munkabizottságának és a NÉBIH Mikotoxin Platformnak.

## Főbb publikációi
- Detection of new fumonisin mycotoxins and fumonisin-like compounds by reversed-phase high-performance liquid chromatography/electrospray ionization ion trap mass spectrometry. (első szerző, 2006)
- A new type of fumonisin series appeared on the scene of food and feed safety. (első szerző, 2008)
- Detection and characterization of twenty‐eight isomers of fumonisin B1 (FB1) mycotoxin in a solid rice culture infected with Fusarium verticillioides by reversed‐phase high‐performance liquid chromatography/electrospray ionization time‐of‐flight and ion trap mass spectrometry (első szerző, 2010)
- Identification of the first fumonisin mycotoxins with three acyl groups by ESI-ITMS and ESI-TOFMS following RP-HPLC separation: palmitoyl, linoleoyl and oleoyl EFB1 fumonisin isomers from a solid culture of Fusarium verticillioides (első szerző, 2010)
- ESI-MS and MS/MS identification of the first ceramide analogues of fumonisin B1 mycotoxin from a Fusarium verticillioides culture following RP-HPLC separation (első szerző, 2013)
- Identification of unknown isomers of Fumonisin B5 mycotoxin in a FUSARIUM VERTICILLIOIDES culture by high-performance liquid chromatography/electrospray ionization time-of-flight and ion trap mass spectrometry (első szerző, 2013)
- Detection of Previously Unknown Fumonisin P Analogue Mycotoxins in a Fusarium verticillioides Culture by High-Performance Liquid Chromatography–Electrospray Ionization Time-of-Flight and Ion Trap Mass Spectrometry (első szerző, 2014)
- Preparation of 3-O-, 5-O- and N-Palmitoyl Derivatives of Fumonisin B1 Toxin and their Characterisation with NMR and HPLC-HRMS Methods. (első szerző, 2022)
- Interaction of Fumonisin B1, N-Palmitoyl-Fumonisin B1, 5-O-Palmitoyl-Fumonisin B1, and Fumonisin B4 Mycotoxins with Human Serum Albumin and Their Toxic Impacts on Zebrafish Embryos (társszerző, 2023)
- Global Perspectives on Mycotoxin Reference Materials (Part I): Insights from Multi-Supplier Comparison Study Including Aflatoxin B1, Deoxynivalenol and Zearalenone (társszerző, 2024)

## Kitüntetései
- MTA Bolyai János kutatási ösztöndíj, 2000